# Чачич, Радимир
Радимир Чачич (хорв. Radimir Čačić 11 мая 1949, Загреб, Хорватия) — хорватский политик и предприниматель, председатель Хорватской народной партии, первый вице-премьер и министр экономики в правительстве Зорана Милановича.

## Жизнеописание

### Молодые годы
После окончания в 1973 году архитектурного факультета Загребского университета Чачич работал в одной загребский фирме, пока не переехал в Вараждин, где трудоустроился в строительной компании Zagorje. Вместе с рядом партнеров в 1979 году он оставил Zagorje и основал строительную компанию DP Coning. В 1989 году югославская Торгово-промышленная палата присвоила ему звание Менеджер года. За время своей предпринимательской деятельности Чачич накопил значительные состояния и, когда в марте 1989 года была разрешена приватизация, он потратил 750 000 немецких марок на выкуп 25 % акций в своей старой компании Zagorje, а впоследствии объединил обе компании, при этом потеряв некоторые рабочие места.

### 1990-е
Впервые он пришел в политику в 1989 году через Коалицию народного согласия (хорв. Koalicija narodnog sporazuma) — блок умеренных националистических и либеральных партий, сложившийся накануне первых многопартийных выборов в Хорватии, состоявшихся 22 апреля 1990 года. Но успеха на выборах ему достичь не удалось. В 1990 и 1991 годах Чачич как директор DP Coning участвовал в неудачном строительном проекте в Дубровнике
Во время Хорватской войны Чачич был бригадиром хорватской армии. В Битве за казармы именно он возглавлял в сентябре 1991 года переговоры с Югославской народной армией, чтобы та покинула вараждинские казармы, и вызвался быть заложником для того, чтобы заверить разоруженных военнослужащих, которые будут благополучно доставлены в Сербию. Позже он был награждён Медалью в память об Отечественной войне и Орденом князя Домагоя.
В 1991—1992 годах фирма DP Coning присоединилась к другому, наиболее крупному, но тоже провальному проекту строительства, на этот раз в Израиле. В результате фирма позже погрязла в судебных тяжбах на многие миллионы долларов. DP Coning был преобразован в холдинг Coning с несколькими дочерними компаниями, а холдинг позже был переименован в Ingprojekt. Это соглашение было впоследствии отменено в судебном порядке, но Чачич уже успел продать или передать свои пакеты акций группы компаний Coning некой законной фирме. Предпринимательская деятельность Чачича, особенно израильское дело, широко использовались против него, когда он активно включился в политическую жизнь. По состоянию на 1995 год он был одним из немногих хорватских политиков, которые обогатились еще до поступления на государственную службу, хотя в ходе его позднейшей политической деятельности его богатство умножилось.
Он был преемником Савки Дабчевич-Кучар на должности председателя Хорватской народной партии и занимал эту должность в течение шести лет. Его, в свою очередь, сменила Весна Пусич, тогда как Чачич стал председателем Центрального комитета партии. На парламентских выборах 1995 года был избран депутатом хорватского парламента.

### 2000-е
На выборах 2000 года ХНП завоевала несколько мест в хорватском парламенте и приняла участие в шестисторонней коалиции, которая сформировала правительство во главе с Ивицей Рачан. Чачич был единственным членом ХНП в правительстве, но получил влиятельный пост Министра общественных работ, реконструкции и строительства, который предоставил ему доступ ко многим спонсируемым правительством проектам.
Радимир Чачич сыграл решающую роль в возрождении проекта строительства автомагистрали Загреб — Сплит, наладив более жизнеспособную модель финансирования — ту, которая не поддерживала корпорацию Бектель в такой степени, как контракты, подписанные Хорватским демократическим союзом до и после Чачича Министерство устроило тендеры с целью выбрать строительные организации, которые будут строить новую дорогу, и этот метод оказался успешным в развертывании полномасштабного строительства. Когда Чачич ушел с должности, отрезки от Карловаца до Задара были в основном завершены, а остальные были также частично построены.
Чачич также помог организовать публичный, спонсируемый государством проект жилищного строительства для молодых семей, что было первой подобной акцией в независимой Хорватии. Здания позже прозвали в его честь Čačićevi stanovi («Чачичевы квартиры»).
После выборов 2003 года ХНП вернулась в оппозицию, но Чачич сохранил место в парламенте.
Новое руководство ХДС организовало парламентскую следственную комиссию по делу предположительных правонарушений Чачича: его обвинили в конфликте интересов, учитывая, что его давняя компания Coning получила контракт на строительство шоссе Загреб-Сплит. Однако после дальнейшего расследования с Чачича были сняты все обвинения. В декабре 2006 года парламентская следственная группа ХДС собралась снова и изменила своё предыдущее решение, заявив, что Чачич действительно был замешан в конфликте интересов в связи с двенадцатью контрактами на сумму 132 000 000 кун, подписанными с имевшими отношение к Чачичу компаниями, но которые зарегистрированы согласно соответствующему законодательству безотносительно к Чачичу. Он, в свою очередь, настаивал, что это бессмысленный отход от принципа и что он уже порвал со своими старыми компаниями, безуспешно пытаясь повернуть ход дела в суде в обратную сторону. Он обжаловал приговор, который был в конце концов отклонен Конституционным Судом Хорватии в 2010 году.
В 2005 году его партия победила на местных выборах в Вараждинской жупании, а Чачич стал 9 июня жупаном данного округа. Он был смещен в июне 2008 года, после того, как два депутата ХНП в окружном совете перешли в оппозицию.

### 2010-е
8 января 2010 он был главным участником серьезного ДТП на автомагистрали М7 в Венгрии, где в результате полученных в автомобильном столкновении травм погибли два пассажира. Chrysler 300 Чачича в густом тумане врезался в зад автомобиля Škoda Fabia. Сразу после этого Чачич вызвал полицию. Ему было предъявлено обвинение судом медье Шомодь, и он был освобожден под залог в 1000 €. По венгерскому законодательству теперь ему грозил тюремный срок. Этот инцидент привел к тому, что Чачич подал в отставку с должности председателя Хорватской теннисной ассоциации, но она позже была отклонена правлением федерации.
На хорватских парламентских выборах в 2011 году Чачич представлял свою партию ХНП в коалиции Кукурику и был одним из первых в списке кандидатов по третьему избирательному округу Хорватии. В этом округе коалиция получила 52,73 % голосов.